# Schloss Laupen

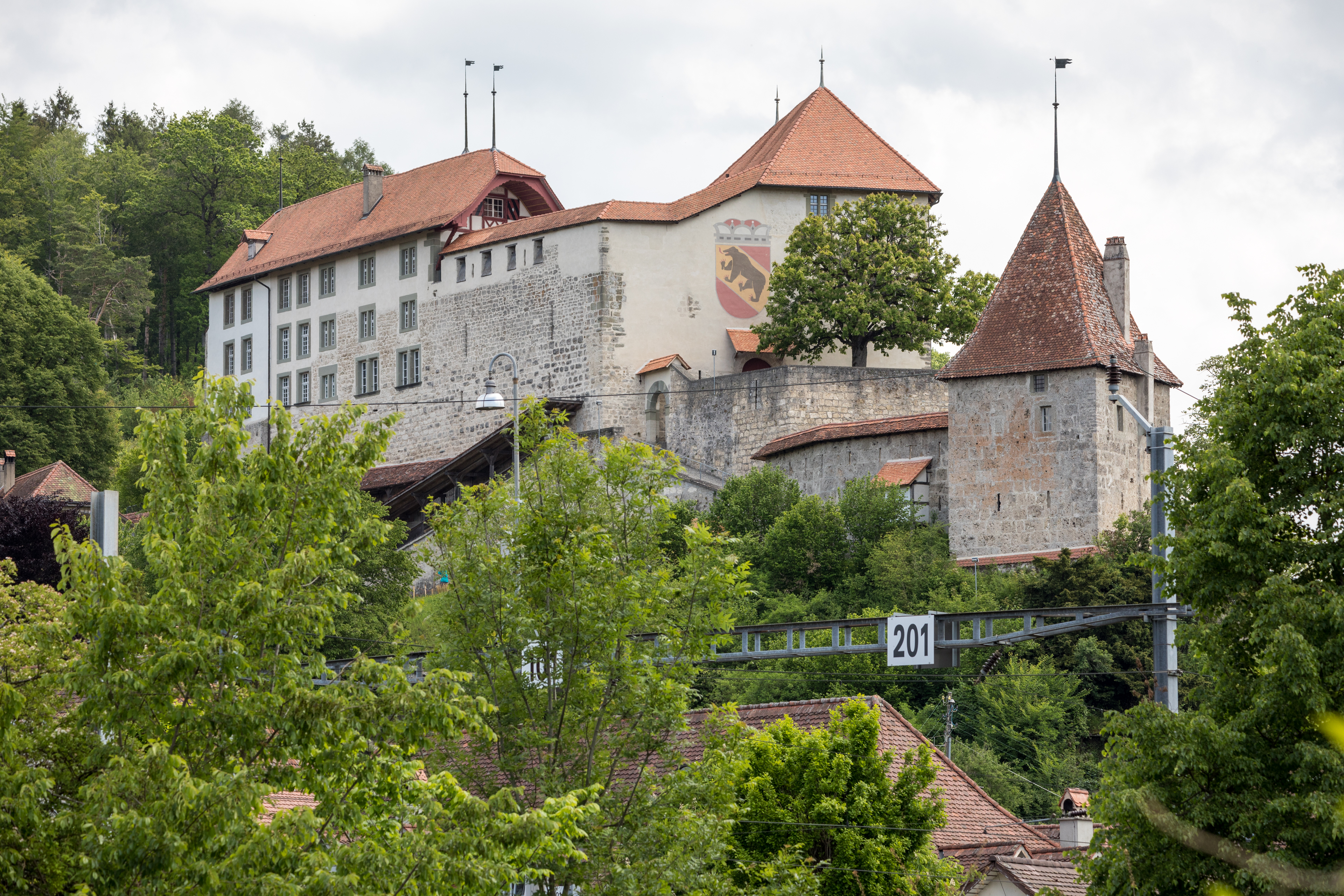
Schloss Laupen von Westen (2019)

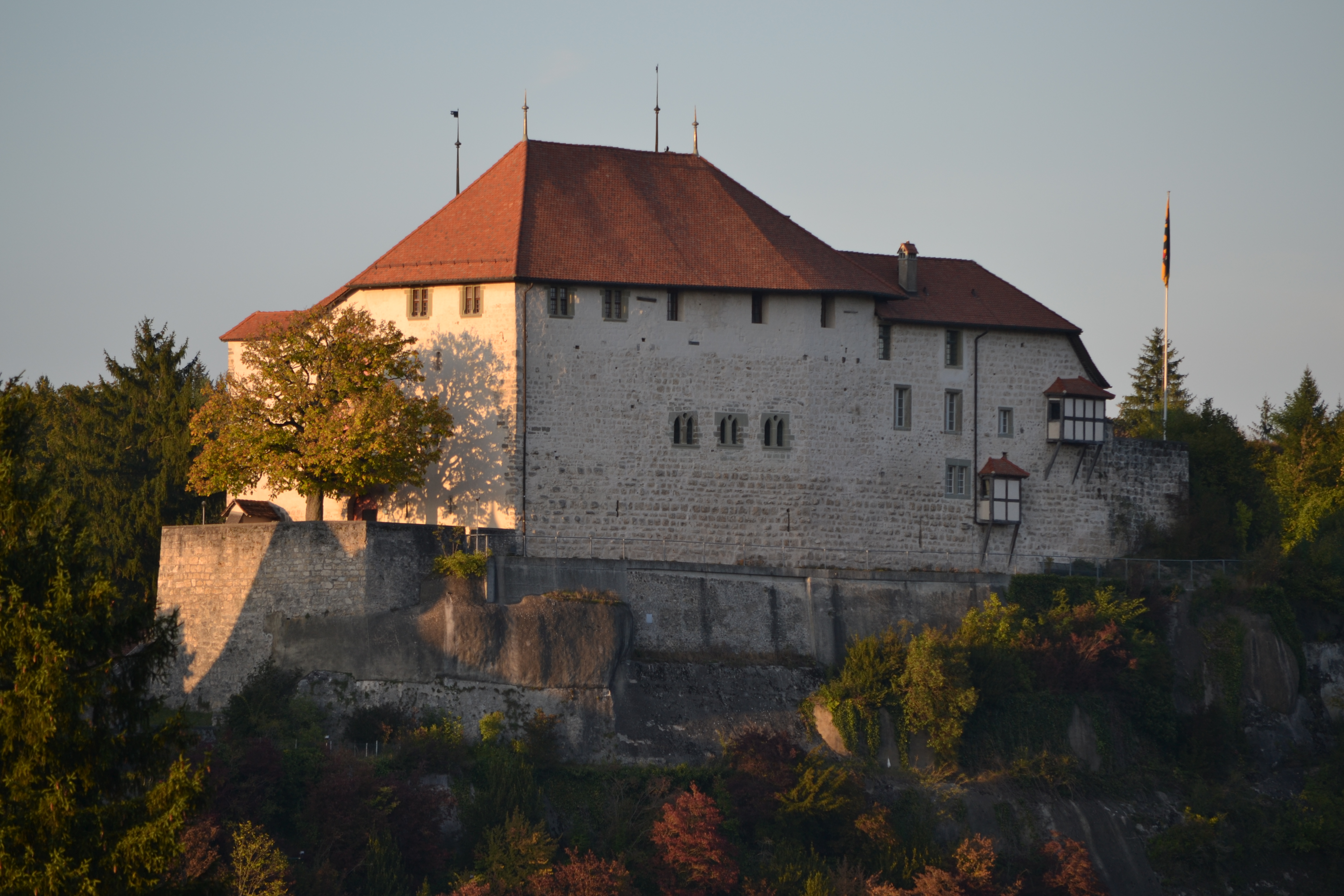
Schloss Laupen (2011)

Das Schloss Laupen ist ein Schloss in Laupen im Schweizer Kanton Bern. Als landschaftsbeherrschendes Wahrzeichen am Zusammenfluss von Sense und Saane ist die mittelalterliche Wehranlage aus dem 12. Jahrhundert ein Baudenkmal von nationaler Bedeutung.

## Geschichte

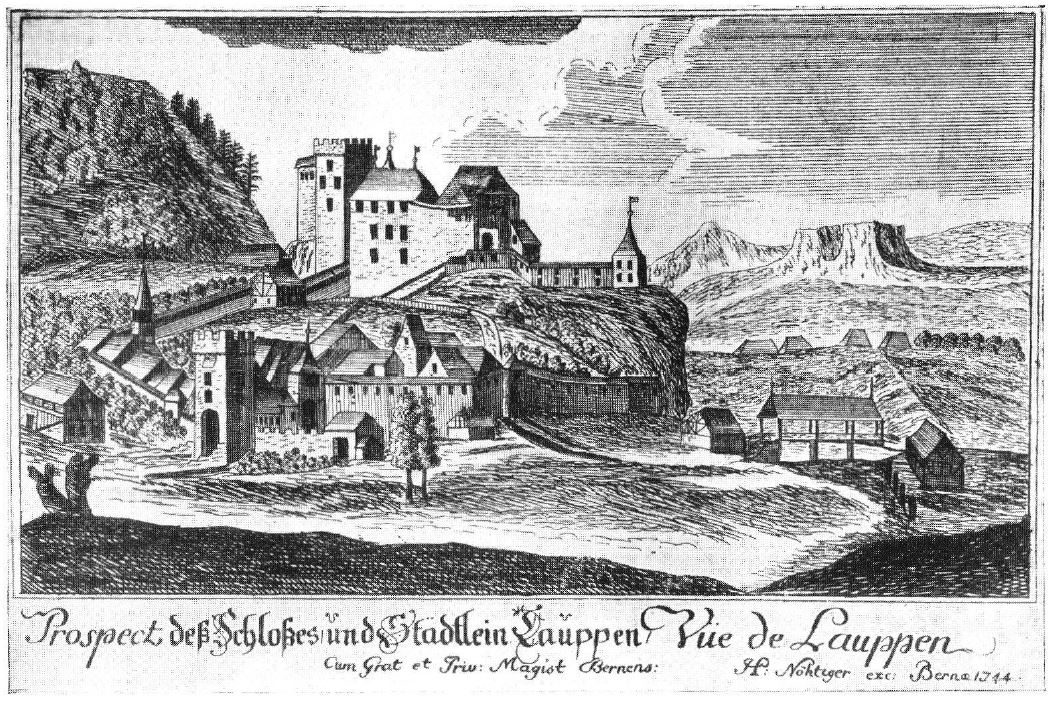
Schloss Laupen, Stich von Johann Ludwig Nöthiger (1744)

Im 13. Jahrhundert ist das Schloss Spielball an der Grenze zwischen den um die Hegemonie kämpfenden Grafen von Kyburg und Habsburg einerseits, den Grafen von Savoyen anderseits, und sieht zahlreiche gewaltsame und gewaltlose Handänderungen. 1295 und 1309/10 besuchte der König die Burg und verpfändete sie. 1324 löste die aufstrebende Stadt Bern das Pfand ein und errichtete hier erste Landvogtei. Dem Ausgreifen Berns in die Landschaft als wachsende Territorialmacht sollte ein Riegel geschoben werden. 
Im Laupenkrieg beschloss ein Bündnis aus burgundischem, savoyischem und habsburgischem Adel und der Stadt Freiburg im Üechtland, Bern zurückzudrängen und belagerte 1339 als erstes Laupen. Die Festung trotzte zwölf Tage lang den Angreifern. Mit Unterstützung der Innerschweizer Orte gelang es Bern, den Adel vernichtend zu schlagen.
Das Amtshaus wurde in den Jahren nach 1648 und der Käfigturm in den Jahren 1660 bis 1662 neu erbaut. In der zweiten Etage des Amthauses befindet sich der Gerichtssaal, der bis zur Zusammenlegung zum Gerichtskreis Bern-Laupen dem damaligen Gerichtskreis Laupen diente. Im nordöstlichen Flügel befinden sich leere Gefängniszellen. Das Schloss beinhaltete bis 2009 das Grundbuch- sowie das Schuldbetreibungs- und Konkursamt des Bezirks Laupen. 
Seit 2012 ist das Schloss im Besitz der im selben Jahr gegründeten Stiftung Schloss, die sich um den Unterhalt und den Betrieb des Schlosses und seiner Umgebung kümmert.

## Bau

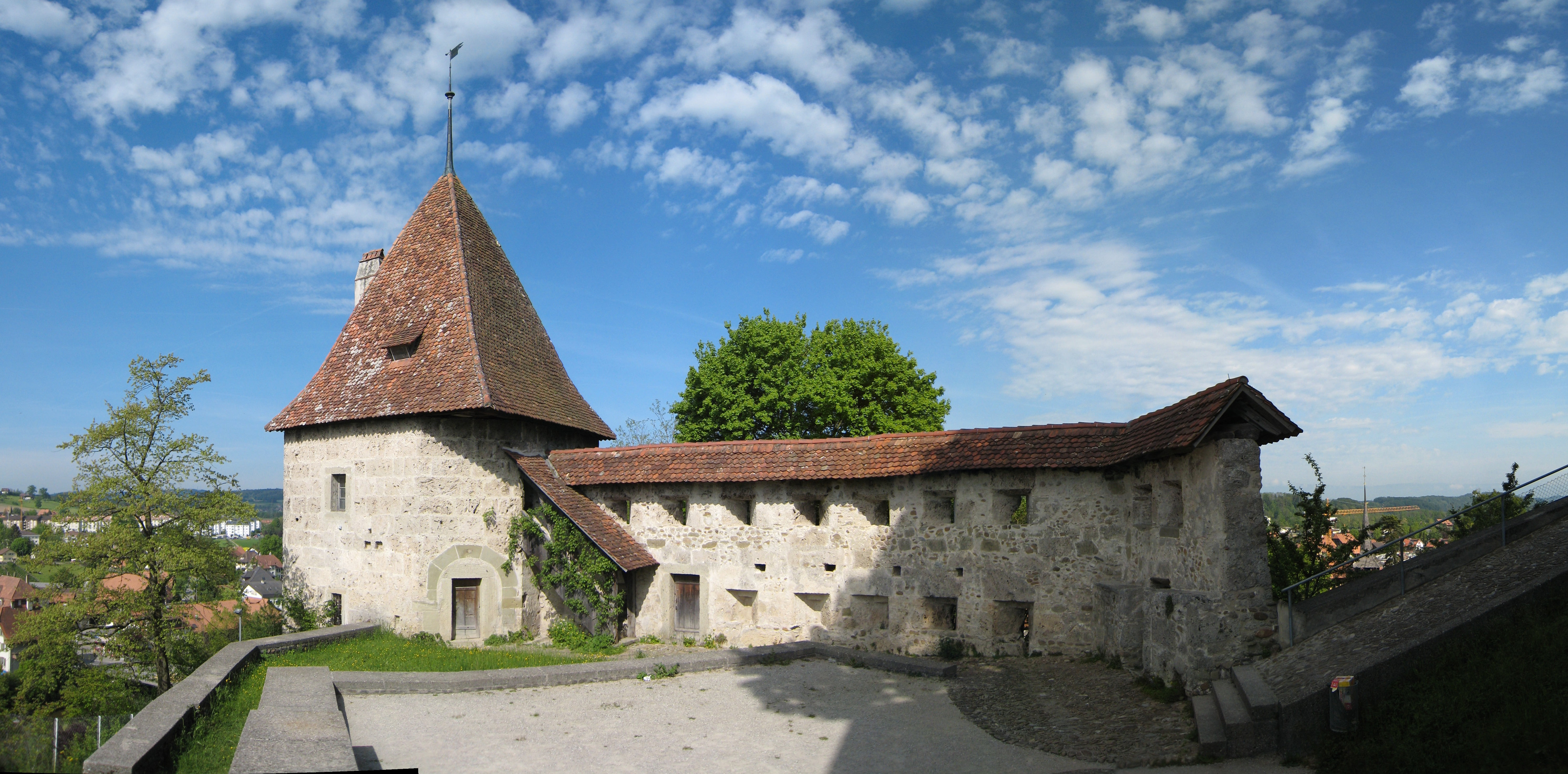
Käfigturm und Halbmondmauer (2009)

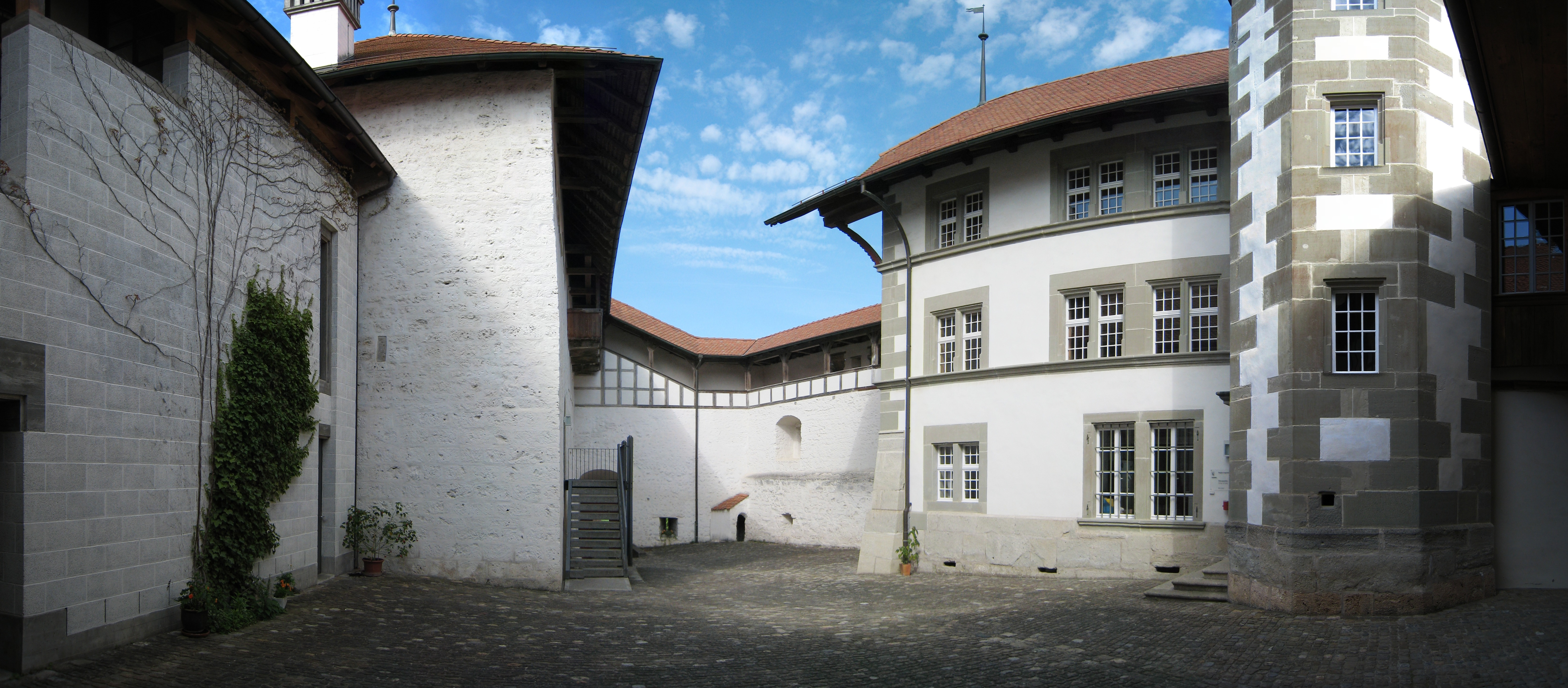
Innenhof (2009)

Laupen ist eine exponierte mittelalterliche Wehranlage auf einem Felssporn, deren Stärke auf Terrainveränderungen, dem Halsgraben als Trennung zum anschliessenden Berg, und auf Befestigung, nämlich Hauptwehrturm und ellipsenförmige massive Ringmauer (2,5–3 m dick, 10–12 m hoch) beruhte. Davon sind wichtige Teile als prachtvolles Bossenquadermauerwerk in alter Höhe erhalten. So sind Süd-, West- und Nordseite weitgehend intakt, während der Turm und die Ostseite nur noch als Sockel bestehen. 
Wertvollster Teil der Anlage ist der an die Ringmauer angefügte Palas, dessen drei spitzbogenförmige Doppelfenster den wuchtigen Rittersaal belichten. Dies ist einer der am besten erhaltenen Burgsäle der Schweiz, erbaut um 1315, mit intakter Kaminanlage, mächtiger Balkendecke und Sichtmauerwerk. Darüber erhebt sich das ehemalige Wohngeschoss unter riesigem Walmdach von 1395. 
Im Schlosshof sind mit verschiedenen Scharten und Zinnentypen alte Wehreinrichtungen ablesbar. Westterrasse, Rondenweg und Ostbastion bieten aussichtsreiche Perspektiven; der Schlosshof ist ein häufig aufgesuchter eindrücklicher geschlossener Raum. Das als Amtshaus errichtete Neue Schloss ist ein spätgotisches Bauwerk mit seitlichem Treppenturm unter geschweifter Haube. 
Die Innenausstattung des 17. und 18. Jahrhunderts hat sich erhalten. Nie berührte Partien der romanischen Bergfried-Aussenmauer in der Cafeteria gehören zu den singulären Bauteilen in der schweizerischen Denkmälerlandschaft.